# Why You Wanna Treat Me So Bad?
Why You Wanna Treat Me So Bad? è il singolo di follow-up versione U.S. di Prince del primo grande successo, I Wanna Be Your Lover, pubblicato nel 1980 dalla Warner Bros. ed estratto dall'album Prince.